# La usurpadora (2019)
La usurpadora (Brasil: A Usurpadora ) é uma série de televisão mexicana produzida pela Televisa e foi exibida pelo Las Estrellas de 2 de setembro a 4 de outubro de 2019, substituindo Sin miedo a la verdad 2 e sendo substituída por Cuna de lobos. É baseada na telenovela de mesmo nome exibida em 1998, e é a primeira produção da franquia Fábrica de Sueños.
É protagonizada e antagonizada por Sandra Echeverría, em um papel duplo ao lado de Andrés Palacios e Arap Bethke; antagonizada por Aurora Gil, Juan Carlos Barreto, Ana Bertha Espín e Joshua Gutiérrez. A série também conta com atuações estelares de Daniela Schmidt e Montserrat Marañón e as primeiras atrizes Queta Lavat, Verónica Terán e Emilio Guerrero.

## Enredo
Em uma reviravolta no conto das gêmeas idênticas, Paola engana sua, até então desconhecida, irmã, a doce e bondosa Paulina, a assumir seu lugar como a  primeira-dama do México, com a intenção de forjar o próprio assassinato, para fugir com seu amante e começar uma vida nova. Quando o seu plano falha e Paulina sobrevive ao atentado, passando assim a assumir seu papel, a malvada Paola fará de tudo para expor a identidade da usurpadora e recuperar seu lugar e seu poder.

## Elenco
| Intérprete           | Personagem                        | Elenco de dublagem do Brasil |
| -------------------- | --------------------------------- | ---------------------------- |
| Sandra Echeverría    | Paulina Dória Duque               | Flávia Saddy                 |
| Sandra Echeverría    | Paola Miranda Rivas de Bernal     | Flávia Saddy                 |
| Andrés Palacios      | Carlos Bernal Mejía               | Filipe Albuquerque           |
| Arap Bethke          | Fernando Navas                    | Mauro Horta                  |
| Daniela Schmidt      | Clara Vidal                       | Fernanda Baronne             |
| Aurora Gil           | Teresa Fernandes                  | Larissa de Lara              |
| Juan Carlos Barreto  | Manuel Fernandes                  | Mário Cardoso                |
| Queta Lavat          | Dona Piedade Mejía Vda. de Bernal | Ilka Pinheiro                |
| Ana Bertha Espín     | Arlete Rivas de Miranda           | Isabela Quadros              |
| Macarena Oz          | Lisette Bernal Miranda            | Jéssica Marina               |
| Germán Bracco        | Emílio Bernal Pontes              | Rafael Rodrigo               |
| Verónica Terán       | Joana                             | Martha Cohen                 |
| Montserrat Marañón   | Monserrat                         | Regina Maria Maia            |
| Juan Martín Jáuregui | Gonçalo Santamarina               | ?                            |
| Joshua Gutiérrez     | Molina                            | Bruno Peroni                 |
| Emilio Guerrero      | Pascoal                           | Marco Moreira                |
| Gabriela Zamora      | Irene                             | Aline Ghezzi                 |
| Victoria Hernández   | Olga Dória Duque                  | Myriam Thereza               |
| Emiro Balocco        | João Sebastião Restrepo           | ?                            |
| Ricardo Leguízamo    | Wilson                            | Márcio Dondi                 |
| Liseth Bitar         | Andrea                            | ?                            |
| Paco Rueda           | Pedro                             | Renan Ribeiro                |
| Heriberto Méndez     | Santiago Ribeiro                  | Clécio Souto                 |
| Pablo Bracho         | Dr. Silva                         | Marcos Souza                 |
| Lion Bagnis          | Diego                             | Cadu Paschoal                |
| Pierre Louis         | Osvaldo                           | Yuri Tupper                  |
| Martin Saracho       | Horácio                           | Gabriel Farias               |
| Claudia Ramírez      | Chefa de Camilo                   | Marcia Coutinho              |
| Rodolfo Valdés       | Camilo                            | ?                            |
| Alfredo Alfonso      | Dr. Haroldo                       | ?                            |

## Exibição no Brasil
Está disponível pelo serviço de streaming Amazon Prime, com áudio original e função de legendas em português.
Foi exibida pelo SBT de 6 de outubro a 5 de novembro de 2021, em 23 episódios, na faixa das 21h30. Antes disso, a emissora transmitiu no dia 29 de setembro do mesmo ano, um avant-première, com a apresentação do primeiro episódio na faixa das 18h30, antes do último capítulo de Amores Verdadeiros, anunciando a exibição regular para a partir da semana seguinte. O primeiro episódio foi exibido excepcionalmente às 22h, sucedendo o último capítulo de Chiquititas.

## Audiência
No México
| Horário             | # Eps. | Estreia               | Estreia           | Final                | Final           | Posição | Temporada | Classificação geral |
| Horário             | # Eps. | Data                  | Primeiro capítulo | Data                 | Último capítulo | Posição | Temporada | Classificação geral |
| ------------------- | ------ | --------------------- | ----------------- | -------------------- | --------------- | ------- | --------- | ------------------- |
| Segunda—Sexta 21h30 | 25     | 2 de setembro de 2019 | 3.9               | 4 de outubro de 2019 | 3.6             | #1      | 2019      | 3.01                |

No Brasil
A apresentação especial do primeiro episódio rendeu uma média de 7.6 pontos, assumindo a vice-liderança. Já a exibição completa do primeiro episódio, transmitido em 6 de outubro de 2021 de 22h16 ás 23h05, garantiu uma média de 7.3 pontos, um crescimento de 67% na faixa. No entanto, seu segundo episódio amargou uma queda de 1.5 pontos com relação a estreia, fechando com 5.8 pontos. Já no terceiro episódio amargou um índice de 4 pontos, sendo o pior desempenho do horário nobre em um dia comum. O sexto episódio amargou até então o pior desempenho da série desde a estreia com 3.6 pontos, superando o recorde negativo do terceiro episódio. Em 22 de outubro, volta a bater recorde negativo e registrou um pífio índice de 3 pontos. O último episódio cravou 3.6 pontos. Teve média geral de 4.4 pontos, ficando abaixo do esperado para o horário nobre. Ao contrário do país de origem, a série não teve a mesma aceitação no Brasil, além de ser muito comparada com a versão de 1998, que foi um dos maiores sucessos no país.

## Prêmios e indicações
| Ano  | Prêmio            | Categoria                    | Indicados                                                      | Resultado |
| ---- | ----------------- | ---------------------------- | -------------------------------------------------------------- | --------- |
| 2020 | Prêmio TVyNovelas | Melhor telenovela            | Carmen Armendáriz                                              | Venceu    |
| 2020 | Prêmio TVyNovelas | Melhor atriz de telenovela   | Sandra Echeverría                                              | Venceu    |
| 2020 | Prêmio TVyNovelas | Melhor ator de telenovela    | Andrés Palacios                                                | Indicado  |
| 2020 | Prêmio TVyNovelas | Melhor vilã                  | Sandra Echeverría                                              | Venceu    |
| 2020 | Prêmio TVyNovelas | Melhor primeira atriz        | Queta Lavat                                                    | Indicado  |
| 2020 | Prêmio TVyNovelas | Melhor primeiro ator         | Juan Carlos Barreto                                            | Indicado  |
| 2020 | Prêmio TVyNovelas | Melhor atriz co-estelar      | Ana Bertha Espín                                               | Indicado  |
| 2020 | Prêmio TVyNovelas | Melhor ator co-estelar       | Arap Bethke                                                    | Venceu    |
| 2020 | Prêmio TVyNovelas | Melhor direção de cámaras    | Vivian Sánchez Ross                                            | Venceu    |
| 2020 | Prêmio TVyNovelas | Melhor direção de cena       | Francisco Franco                                               | Venceu    |
| 2020 | Prêmio TVyNovelas | Melhor história ou adaptação | Larissa Andrade, Fernando Abrego, Tania Tinajero e Zaria Abreu | Venceu    |
| 2020 | Prêmio TVyNovelas | Os favoritos do público      |                                                                |           |
| 2020 | Prêmio TVyNovelas | Tapa do ano                  | Paulina a Paola (Sandra Echeverría)                            | Indicado  |
| 2020 | Prêmio TVyNovelas | O vilão mais bonito          | Arap Bethke                                                    | Indicado  |
| 2020 | Prêmio TVyNovelas | O mais bonito                | Andrés Palacios                                                | Indicado  |
| 2020 | Prêmio TVyNovelas | A mais bonita                | Sandra Echeverría                                              | Indicado  |
| 2020 | Prêmio TVyNovelas | Casal favorito               | Sandra Echeverría e Andrés Palacios                            | Indicado  |
| 2020 | Prêmio TVyNovelas | O sorriso mais belo          | Sandra Echeverría                                              | Indicado  |
| 2020 | Prêmio TVyNovelas | O sorriso mais belo          | Andrés Palacios                                                | Indicado  |
| 2020 | Prêmio TVyNovelas | O maduro mais belo           | Juan Carlos Barreto                                            | Indicado  |
| 2020 | Prêmio TVyNovelas | Melhor final                 | Carmen Armendáriz                                              | Indicado  |
| 2020 | Prêmio TVyNovelas | Melhor elenco                | Carmen Armendáriz                                              | Indicado  |

## Versões
- Esta versão é parte do projeto Fábrica de sueños, cujo prioriza remakes de obras que marcaram a teledramaturgia mexicana da Televisa, sendo tida como uma adaptação da versão de 1998, estrelada por Gabriela Spanic e Fernando Colunga.[19][20]
- A primeira versão da história foi a telenovela venezuelana La usurpadora, produzida pela RCTV em 1971 e protagonizada por Raúl Amundaray e Marina Baura no papel das gêmeas.
- Televisa já realizou uma versão desta telenovela em 1981 intitulada El hogar que yo robé, produzida por Valentín Pimstein e protagonizada por Angélica María e Juan Ferrara.
- A produtora RCTV realizou em 1986 um remake desta telenovela intitulado La intrusa, protagonizada por Mariela Alcalá e Víctor Cámara.
- Em 2012, Univisión realizou uma versão livre que levou o nome ¿Quién eres tú?, protagonizada por Laura Carmine e Julián Gil.
- Em 2013, a TVI realizou uma versão livre que levou o nome Destinos Cruzados, protagonizada por Alexandra Lencastre e Virgílio Castelo.